# Randy Vock
Randy Adrian Vock (ur. 1 marca 1994) – szwajcarski zapaśnik walczący w stylu wolnym. Zajął dziewiętnaste miejsce na mistrzostwach świata w 2019. Brązowy medalista mistrzostw Europy w 2019 roku.